# Михалёво (Лавровское сельское поселение)
Михалёво — деревня в Судогодском районе Владимирской области России, входит в состав Лавровского сельского поселения.

## География
Деревня расположена на берегу реки Судогда в 11 км на север от центра поселения деревни Лаврово и в 14 км на север от райцентра города Судогда, примыкает к селу Чамерево.

## История
В XIX — первой четверти XX века деревня входила в состав Даниловской волости Судогодского уезда, с 1926 года — в составе Судогодской волости Владимирского уезда. В 1859 году в деревне числилось 13 дворов, в 1905 году — 27 дворов, в 1926 году — 43 хозяйств.
С 1929 года деревня являлась центром Михалевского сельсовета Судогодского района, с 1940 года — в составе Торжковского сельсовета, с 1954 года — в составе Чамеревского сельсовета, с 2005 года — в составе Лавровского сельского поселения.

## Население
| 1859 | 1905 | 1926 |
| ---- | ---- | ---- |
| 98   | 152  | 192  |

| 1859 | 1905 | 1926 | 2002 | 2010 | 2021 |
| ---- | ---- | ---- | ---- | ---- | ---- |
| 98   | ↗152 | ↗192 | ↘31  | ↘20  | ↗27  |